# Steinig (Werbach)
Steinig ist ein Wohnplatz der Gemeinde Werbach im Main-Tauber-Kreis im Nordosten Baden-Württembergs.

## Geographie
Der Wohnplatz befindet sich auf der gleichnamigen Gemarkung Steinig etwa 500 Meter nach dem Ortsausgang von Werbach in Richtung Niklashausen am rechten Rand des Taubertals (rechts der L 506) sowie in Richtung Böttigheim im Werbach-Böttigheimer Tal (links der K 2819).
Von Nordosten bis Nordwesten führt der aus Richtung Böttigheim kommende Limbachsgraben an Steinig vorbei, der die L 506 unterquert und kurz darauf im Bereich der Werbacher Tauberinsel von rechts in die Tauber mündet.

## Verkehr
Der Wohnplatz ist über die L 506 und die K 2819 zu erreichen.